# كرايغ ستوري
كرايغ ستوري (بالإنجليزية: Craig Storie)‏ هو لاعب كرة قدم بريطاني في مركز الوسط، ولد في 13 يناير 1996 في Carluke ‏ في المملكة المتحدة. شارك مع منتخب اسكتلندا تحت 16 سنة لكرة القدم ومنتخب اسكتلندا تحت 17 سنة لكرة القدم ومنتخب اسكتلندا تحت 19 سنة لكرة القدم ومنتخب اسكتلندا تحت 21 سنة لكرة القدم. أما مع النوادي، فقد لعب مع نادي أبردين ونادي بريتشين سيتي.

## وصلات خارجية
- كرايغ ستوري على موقع الاتحاد الإسكتلندي (الإنجليزية)
- كرايغ ستوري على موقع قاعدة بيانات كرة القدم.إي يو (الإنجليزية)
- كرايغ ستوري على موقع Soccerbase.com (لاعب) (الإنجليزية)
- كرايغ ستوري على موقع Soccerway.com (الإنجليزية)